# Рамляне (Муч)
Рамляне (хорв. Ramljane) — населений пункт у Хорватії, в Сплітсько-Далматинській жупанії у складі громади Муч.

## Населення
Населення за даними перепису 2011 року становило 167 осіб.
Динаміка чисельності населення поселення: